# Пи-спираль

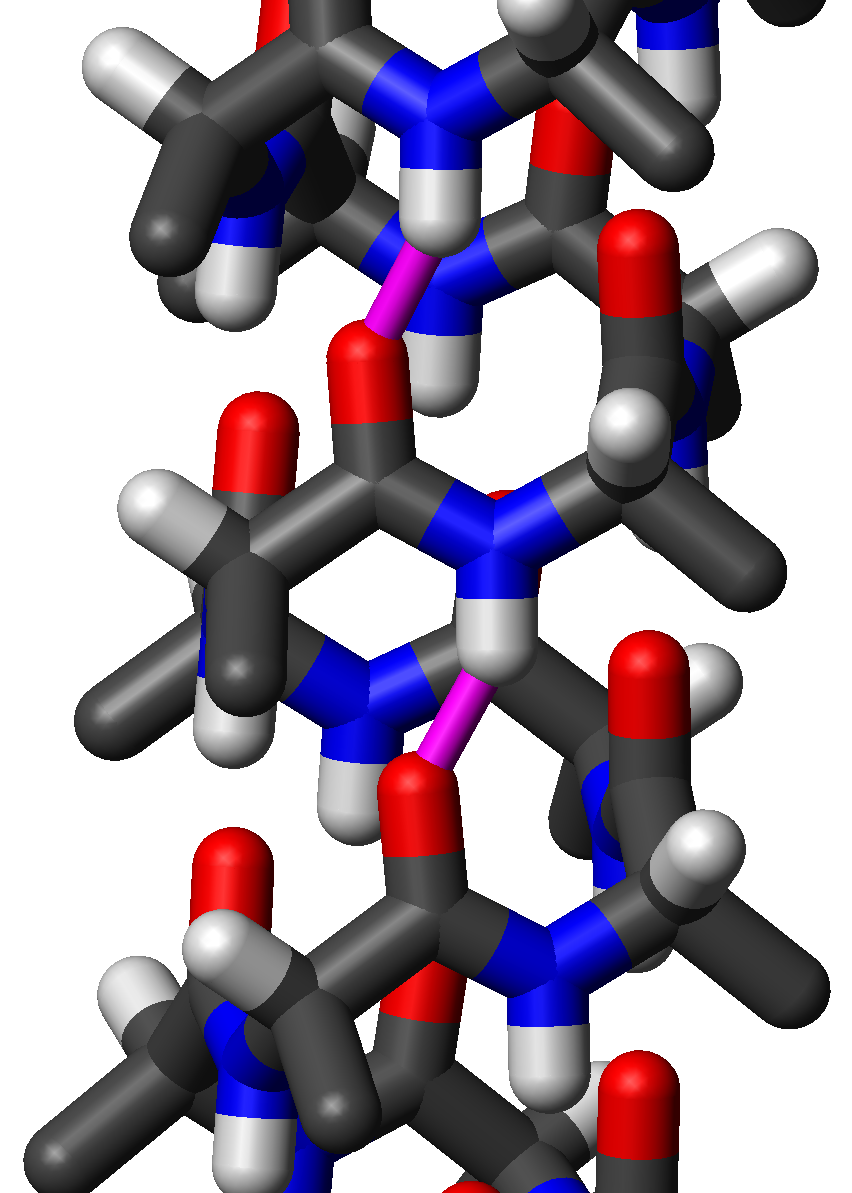
Вид сбоку стандартной π-спирали из остатков L-аланина в атомных деталях. Две водородные связи с одной и той же пептидной группой выделены пурпурным цветом; расстояние кислород-водород составляет 1,65 Å (165 пм). Белковая цепь идет вверх, то есть её N-конец находится внизу, а его С-конец — вверху рисунка. Обратите внимание, что боковые цепи указывают немного вниз, то есть к N-концу.

Пи-спираль (или π-спираль) — это тип вторичной структуры, обнаруженной в белках. Открытые кристаллографом Барбарой Лоу в 1952 году и когда-то считавшиеся редкостью, короткие π-спирали обнаруживаются в 15 % известных белковых структур и считаются эволюционной адаптацией, полученной путем вставки одной аминокислоты в α-спираль. Поскольку такие вставки сильно дестабилизируют белковую цепь, образование π-спиралей будет иметь тенденцию быть подверженными эволюционному отбору, если только это не обеспечит некоторые функциональные преимущества для белка. Следовательно, π-спирали обычно находятся рядом с функциональными сайтами белков.

## Стандартная структура
Аминокислоты в стандартной π-спирали расположены в виде правозакрученной спиральной структуры. Каждая аминокислота соответствует повороту спирали на 87° (то есть спираль имеет 4,1 остатка на оборот) и сдвигу на 1,15 Å (0,115 нм) вдоль оси спирали. Наиболее важно то, что группа NH аминокислоты образует водородную связь с группой C = O аминокислоты пятью остатками ранее; эта повторяющаяся i + 5 → i водородная связь определяет π-спираль. Подобные структуры построения встречаются у спирали 310 (i + 3 → i водородная связь) и α-спирали (i + 4 → i водородная связь).

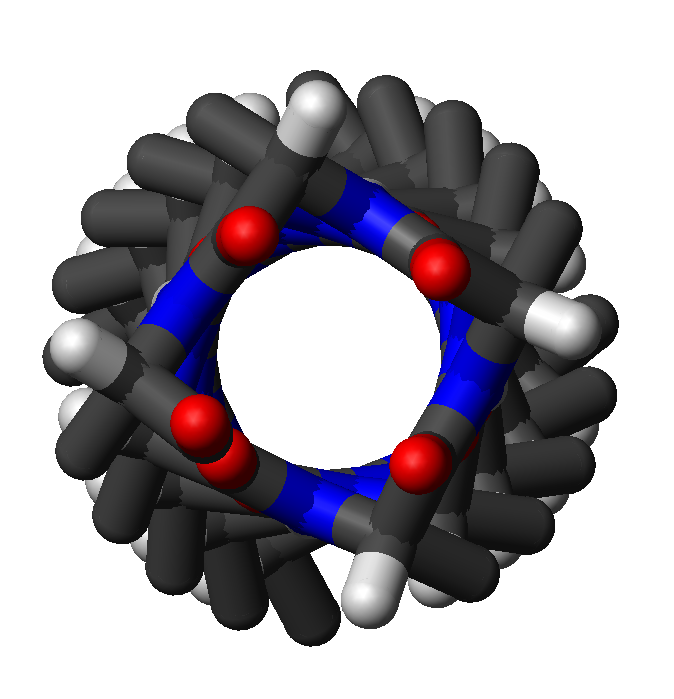
Вид сверху той же спирали, показанной справа. Четыре карбонильные группы направлены вверх в сторону зрителя, разнесенные по кругу примерно на 87°, что соответствует 4,1 аминокислотным остаткам на оборот спир

Большинство π-спиралей имеют длину всего 7 остатков и не имеют регулярно повторяющихся (φ , ψ) двугранных углов по всей структуре, как у α-спиралей или β-листов. Однако можно сделать некоторые обобщения. Когда первая и последняя пары аминокислотных остатков исключены, двугранные углы существуют таким образом, что ψ двугранный угол одного остатка и φ двугранный угол следующего остатка составляют примерно −125°. Сумма первой и последней пары остатков равна −95° и −105° соответственно. Для сравнения, сумма двугранных углов для спирали 310 составляет примерно −75°, тогда как для α-спирали примерно −105°. Пролин часто наблюдается сразу после окончания π-спиралей. Общая формула для угла поворота Ω на остаток любой полипептидной спирали с транс- изомерами дается уравнением
{\displaystyle 3\cos \Omega =1-4\cos ^{2}\left({\frac {\phi +\psi }{2}}\right).}

## Левозакрученная структура
Левозакрученная версия π-спирали возможна, путем изменения знака (φ , ψ) двугранных углов на (55°, 70°). Эта псевдо- «зеркальная» спираль имеет примерно такое же количество остатков на виток (4.1) и шаг спирали (1.5 Å). Это ненастоящее зеркальное отображение, потому что аминокислотные остатки по-прежнему имеют левозакрученную хиральность. Длинная левозакрученная π-спираль вряд ли будет наблюдаться в белках, потому что среди встречающихся в природе аминокислот только глицин, вероятно, будет иметь положительные двугранные углы φ, такие как 55°.

## π-спирали в природе

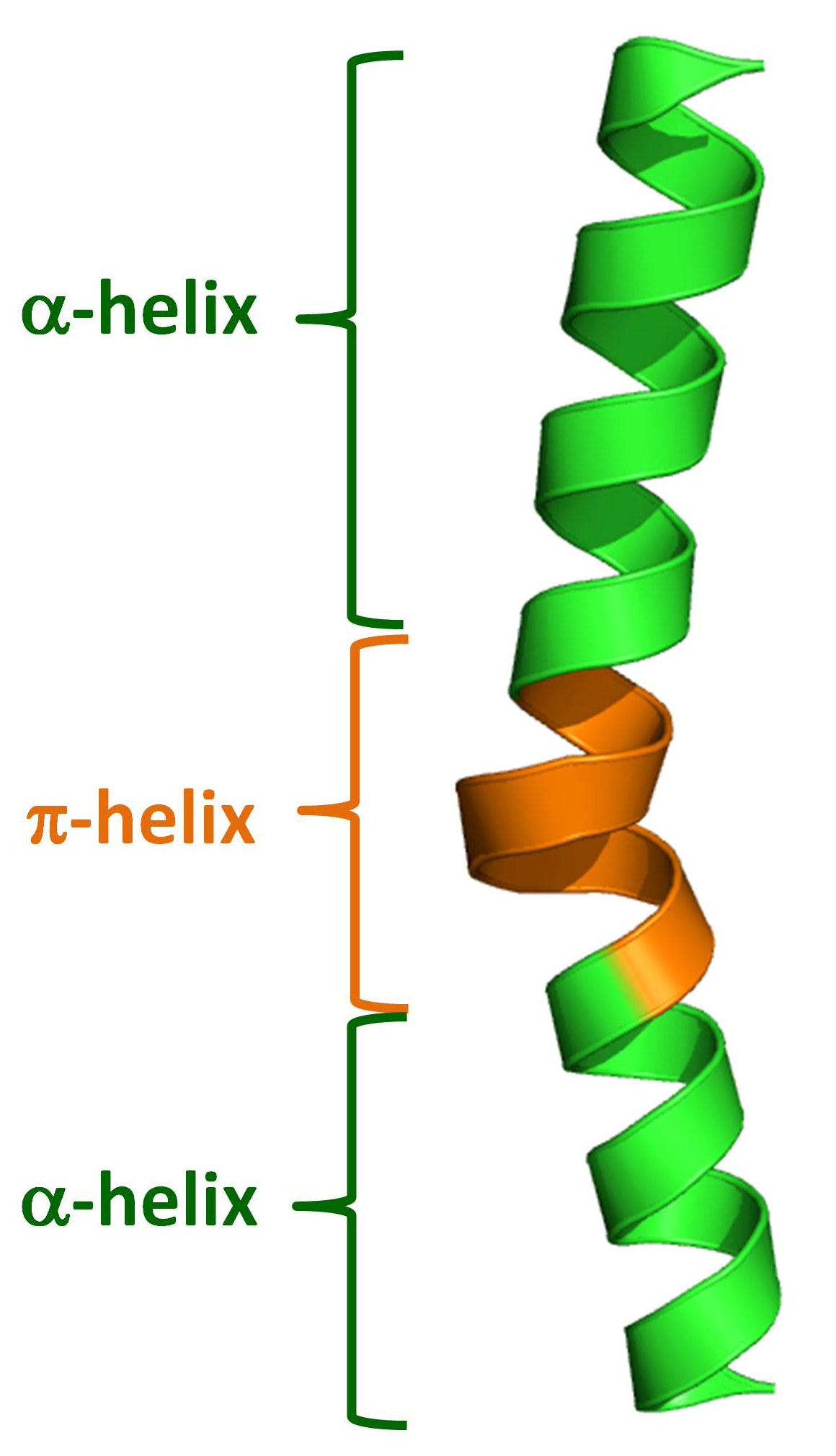
Короткая π-спираль из 7 остатков (оранжевый) заключена в более длинную α-спираль (зеленый). Хорошо видна «выпуклость» π-спирали, которая образовалась в результате вставки одной аминокислоты в α-спираль. (Код PDB 3QHB)

Обычно используемые программы автоматического определения вторичной структуры, такие как DSSP, предполагают, что <1 % белков содержат π-спираль. Эта неправильная характеристика является результатом того факта, что встречающиеся в природе π-спирали обычно имеют короткую длину (от 7 до 10 остатков) и почти всегда связаны с α-спиралями (то есть фланкированы) на обоих концах. Таким образом, почти все π-спирали скрыты в том смысле, что π-спиральные остатки неправильно отнесены либо к α-спирали, либо к «поворотам». Недавно разработанные программы, написанные для правильного аннотирования π-спиралей в белковых структурах, обнаружили, что каждый шестой белок (около 15 %) действительно содержит по крайней мере один π-спиральный сегмент.
Естественные π-спирали можно легко идентифицировать в структуре как «выпуклость» внутри более длинной α-спирали. Такие спиральные выпуклости ранее назывались α-аневризмами, α-выпуклостями, π-выпуклостями, широкими поворотами, петлевыми выходами и π-поворотами, но на самом деле являются π-спиралями, определяемыми их повторяющимися водородными связями i + 5 → i. Данные свидетельствуют о том, что эти выпуклости или π-спирали создаются вставкой одной дополнительной аминокислоты в уже существующую α-спираль. Таким образом, α-спирали и π-спирали могут быть взаимно преобразованы путем вставки и удаления одной аминокислоты. Учитывая как относительно высокую частоту появления π-спиралей, так и их отмеченную ассоциацию с функциональными сайтами (то есть активными центрами) белков, эта способность взаимного преобразования между α-спиралями и π-спиралями была важным механизмом изменения и диверсификации функциональности белков в ходе эволюции.
Одной из наиболее заметных групп белков, на функциональную диверсификацию которых, по-видимому, сильно повлиял такой эволюционный механизм, является ферритинподобное суперсемейство, которое включает ферритины, бактериоферритины, рубреритрины, рибонуклеотидредуктазы класса I и растворимые монооксигеназы метана. Растворимая метанмонооксигеназа является текущим рекордсменом по наибольшему количеству π-спиралей в одном ферменте (13 шт.). (код PDB 1MTY). Однако бактериальный гомолог Na+/Cl- зависимого транспортера нейротрансмиттеров (код PDB 2A65) является рекордсменом по количеству π-спиралей в одной пептидной цепи (8 шт.).